# キャデラック・XT6
XT6 (エックスティー・シックス)は、GMが製造、キャデラックブランドで販売しているクロスオーバーSUVである。

## 初代 (2019年-)
2019年7月5日、発表された。エンジンは、最大出力310hpの3.6リットルV型6気筒ガソリン自然吸気エンジンが搭載される。

### 日本での販売
- 2019年12月3日- 日本での販売が2020年1月1日から開始されると発表された[3]。3列シートのレイアウトとなっていて[1]米国市場では7人乗り仕様も設定されるが、日本市場には6人乗り仕様のみ導入された。同時に特別仕様車「ナイトクルーズエディション」が発表された[4]。限定90台。
- 2022年10月20日- 特別限定車ラテエディションを発売[5]。

## ギャラリー

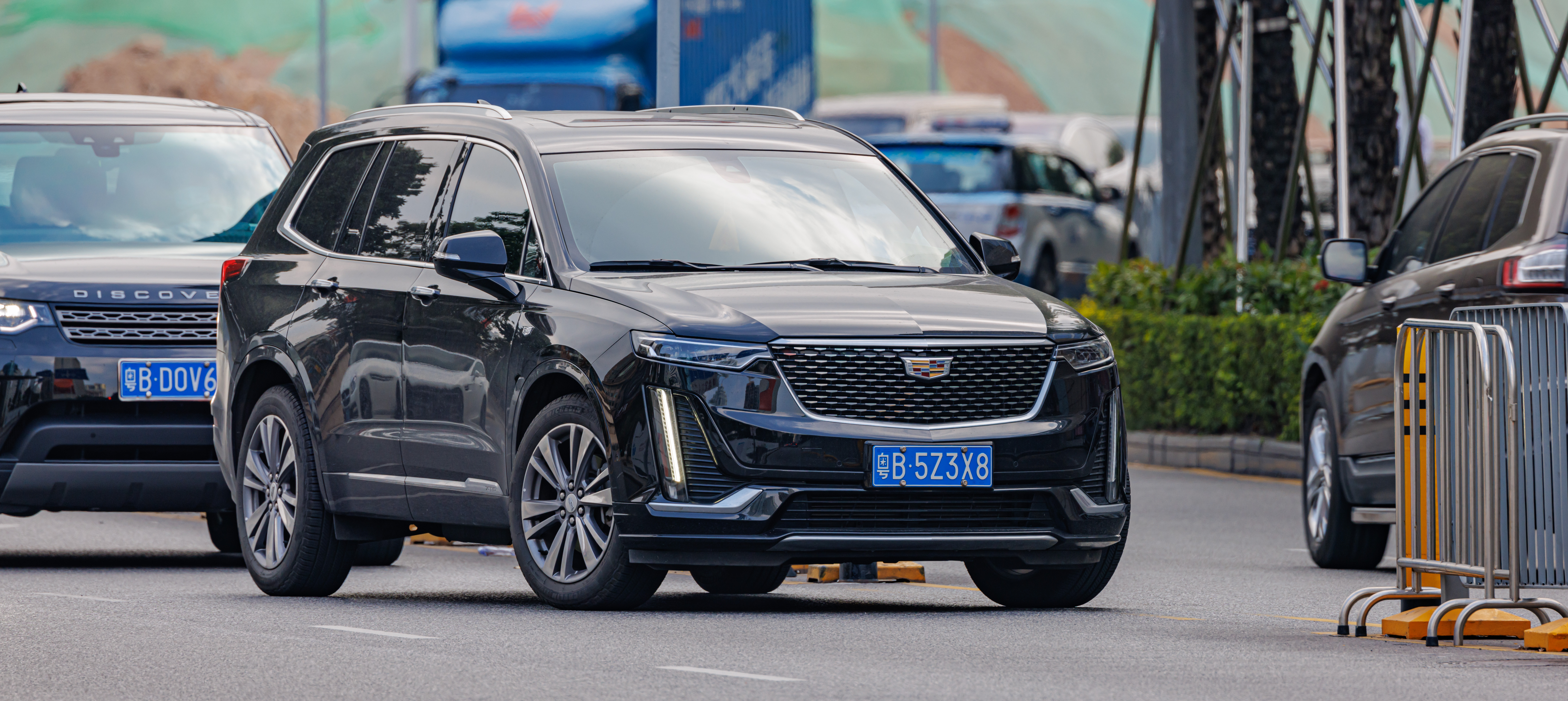
キャデラック XT6 中国仕様